# Thelesperma megapotamicum
Thelesperma megapotamicum là một loài thực vật có hoa trong họ Cúc. Loài này được (Spreng.) Kuntze miêu tả khoa học đầu tiên năm 1898.